# ایگور آلکسیف (وزنه‌بردار)
ایگور آلکسیف (انگلیسی: Igor Alekseyev؛ زادهٔ ۲۷ دسامبر ۱۹۷۲) وزنه‌بردار اهل روسیه بود.
وی در مسابقات کشوری و بین‌المللی در مجموع برندهٔ ۱ مدال طلا شده‌است.